# 加藤清正のオランカイ侵攻
加藤清正のオランカイ侵攻（かとうきよまさのオランカイしんこう）は、文禄2年（1593年）7月下旬から8月中旬にかけて文禄・慶長の役の一貫として行われた侵攻。
加藤清正率いる日本軍が女真族（オランカイ）の戦力を試すために、彼らの支配する満州南部へと侵攻した。

## 概要
7月下旬に加藤清正軍は朝鮮半島から豆満江を渡って満州へと侵攻し、現在の局市街付近にあった女真族の城を攻撃した。 それまで朝鮮は度々女真族の襲撃に苦しんでいたため、咸鏡道の朝鮮人3,000人が加藤清正軍に加わった。 まもなく日本軍は城を陥落させ、付近に宿営したが、女真からの報復攻撃に悩まされた。日本軍は以前優位に立ってはいたが、撤退して東へ向かい、鍾城、穏城、慶源、慶興を占領し、最後に豆満江の河口のソスポに達した。 
オランカイ侵攻は明への進攻ルートを探す目的があったと思われ、加藤清正は豊臣秀吉に「オランカイは朝鮮の倍ほどの広さで、これを通って明に入るにはモンゴルも通らねばならないので無理である」「オランカイは畑地ばかりで雑穀しかとれず、兵糧米が手に入る見込みはない」「オランカイには日本の守護のような統治者がおらず、伊賀者・甲賀者のように砦を構え、まるで一揆国のようである」と報告している。

## その後
この侵攻を受けて、女真族の首長であるヌルハチは明と朝鮮に支援を申し出た。しかし、両国ともこれを断った。特に朝鮮は北方の「野蛮人」の助けを借りるのは不名誉なことだと考えたといわれている。